# Совиньский, Юзеф
Юзеф Совиньский (пол. Józef Sowiński; (15 марта 1777, Варшава — 6 сентября 1831, там же) — польский военный деятель (несколько лет находился на прусской, французской и русской службе), генерал, руководитель обороны редута в Воле во время Польского восстания 1830—1831 годов.

## Биография
Родился в семье королевского чиновника и адвоката Киприана Совинского, нобилитированного в 1776 году с дарованием Краковского герба и нескольких имений в Закрочиме и Серадзе. Учился в кадетском корпусе, куда был зачислен 1 сентября 1791 года. После начала восстания Тадеуша Костюшко 19 апреля 1794 года вступил в повстанческую армию, приняв участие в битве за Варшаву. 1 мая 1794 года получил звание подпоручика. Под началом Яна Генрика Домбровского служил в отряде кавалерии и участвовал, в частности, в бою при Быдгоще против прусской армии до капитуляции в феврале 1795 года.
После разделов Польши был демобилизован и провёл несколько лет в имении родителей под Серадзом (на территории, отошедшей к Пруссии), а в 1799 году вступил в армию Пруссии, в которой служил в конной артиллерии под началом Вильгельма фон Эстока. Первоначально имел звание унтер-офицера, в 1801 году был произведён в лейтенанты, а в 1810 году в обер-лейтенанты. В те годы он заслужил дружбу своего командира, принца Августа Прусского, который позже помогал ему много раз, в том числе при освобождении из русского плена в 1813 году. Совинский был награждён за свои храбрые действия во время битвы при Прейсиш-Эйлау орденом Pour le Mérite королём Фридрихом Вильгельмом III (это произошло позже, в 1821 году, благодаря помощи принца Августа). В битве при Фридланде 14 июня 1807 года был ранен. 27 февраля 1811 года с почестями вышел в отставку.
В середине 1811 года он вступил в армию Варшавского герцогства, где был главой роты в полку конной артиллерии в звании капитана. В июне 1812 года он принял участие в походе армии Наполеона против Российской империи на Москву (принял участие и в Смоленском сражении). В 1812 году он присоединился к Генеральной конфедерации Королевства Польского. Подчинённые ему солдаты в своих дневниках описывали его как храброго бойца. Во время Бородинской битвы, 5 сентября 1812 года, он, однако, был тяжело ранен в ногу пушечным ядром, которую в итоге пришлось ампутировать до колена. С этого момента он стал ходить с деревянной ногой. После битвы Юзеф попал в плен к русским, откуда был выпущен в 1813 году и 1 ноября того же года вернулся в Варшаву. За Московскую кампанию был награждён орденом Virtuti Militari и Орденом Почётного легиона.
После возвращения в Варшаву стал директором управления военного строительства в Царстве Польском, вошедшем в состав Российской империи. Эту должность в звании подполковника он занимал до 1820 года. В сентябре 1820 года получил звание полковника и был назначен командиром Военно-прикладной артиллерийской школы. В 1822 году был награждён орденом св. Анны II степени. Позже он был награждён орденом св. Станислава II степени с предоставлением его ему Николаем I.
После начала в 1830 году в Царстве Польском Ноябрьского восстания первоначально пытался остановить своих учеников от участия в нём, опасаясь его быстрого подавления и последующих репрессий, но, по мере разрастания восстания, принял должность командира артиллерийского гарнизона в Варшаве. Весной 1831 года он был назначен руководителем отдела артиллерии Правительственной военной комиссии. Хотя он пользовался большим авторитетом, но, будучи инвалидом, не был зачислен на действительную службу. Только в июле 1831 года по своей просьбе он был назначен командиром редута № 56 на Воле. По мере приближения российских войск к Варшаве в августе ему было поручено командование обороной Воли, а 22 августа он был произведён в бригадные генералы.
Главный удар российских войск был предпринят 6 сентября именно в направлении Воли, обороняемой 1300 солдатами, имеющими 12 пушек (русские, атаковавшие укрепления, имели 11 батальонов пехоты и поддержку из 76 орудий). У Совиньского, оборонявшего Волю полдня, не было никаких шансов на успех в будущем против превосходящих сил противника. Точные обстоятельства смерти генерала Совиньского неизвестны. Российские власти, однако, дали версию гибели генерала в бою на редуте с оружием в руках. Легендарным стал его ответ на предложение русских о капитуляции: «Ваше ядро при Бородине оторвало мне ногу, и теперь я не могу сдвинуться с места». Эта версия также увековечена Войцехом Коссаком на картине «Совинский на редуте Воли». В действительности во время штурма нападавшими редута Воля там шли штыковые бои, а польская артиллерия, разившая врага картечью, смолкла. Некоторые поляки погибли в сражении, некоторые сдались в плен, другие бежали в церковь. Группе солдат с генералом Совинским предложили капитуляцию, которую генерал принял. Когда поляки сложили оружие, позади принимавших капитуляцию русских, из церкви, раздались выстрелы. Русские подумали, что это была уловка, и безоружные поляки были убиты штыками. Вероятно, что в этой бойне был убит и генерал Совинский. Так или иначе, его вдова после взятия редута в течение нескольких дней пыталась найти его тело, но не смогла, после чего русский солдат якобы принёс ей деревянную ногу Совиньского.
После смерти Совинский стал одним из национальных героев польского народа того времени. Обычно рассказываемая версия относительно обстоятельств его смерти стала легендой и описана в многочисленных произведениях поэзии и прозы.

## Личная жизнь
Совинский был дважды женат: в первый раз на поморской дворянке Генриетте фон Брокхаузен, на которой женился в 1815 году, но почти сразу развёлся, во второй раз — на Катарине Шрёдер, на которой женился в том же 1815 году. Оба его брака были бездетными. Похороны Катарины на Варшавском Евангелическом реформатском кладбище 12 июня 1860 года собрали тысячи людей.